# MelOn
MelOn (hangeul : 멜론 ) est une plateforme sud-coréenne de distribution numérique dédiée à l'écoute de musique en streaming lancé en novembre 2004. Précédemment administrée par Loen Entertainment, MelOn appartient depuis 2016 à Kakao.
Avec plus de 6,7 millions d'utilisateurs mensuellement en 2023, il s'agit du service de streaming musical le plus utilisé en Corée du Sud, suivi de près par YouTube Music depuis peu.

## Histoire et informations
Mis sur le marché en novembre 2004, MelOn a été développé par SK Telecom. En 2009, LOEN Entertainment (détenu par SKT à cette époque, maintenant détenu par Kakao) est devenue la compagnie responsable de MelOn.
MelOn permet à ses utilisateurs de télécharger ou d'écouter en streaming de la musique, comme sur les téléphones portables. La musique peut être jouée sur les portables et les lecteurs digitaux audio. Les utilisateurs peuvent aussi créer leurs propres sonneries.
Le nom MelOn est une contraction de melody on.
En Octobre 2017, la dernière version de MelOn est MelOn 4.5.

## Lecteur MelOn
Le programme pour télécharger et installer le service MelOn est disponible.
Les utilisateurs peuvent bénéficier des fonctionnalités telles que la langue et les images de la chanson ou de l'album désiré, la possibilité de partage sur les réseaux sociaux, l'écoute de musique, télécharger un morceau, transférer la chanson sur son portable et l'intégration d'iTunes.

## Disponibilité mobile
MelOn est actuellement disponible sur iOS, Android et Windows Mobile.
L'application mobile MelOn permet un streaming illimité, un téléchargement limité, le partage d'albums avec des amis et la recommandation de services.

## Reconnaissance et récompenses
MelOn a recueilli des reconnaissances, par exemple :
- Il est devenu l'une des "25 meilleures applications en Corée" lors des App Awards Korea de 2011[5].
- Reconnu au Trusted Brand Awards de 2012[6].
- Il a gagné le "Grand Prix pour contenus digitaux" aux Korean Digital Management Innovation Awards de 2012[7].
- Reconnu lors du Korea Brand Power Index de 2012[8].
- Ilgan Sports a classé MelOn comme la 3e entité la plus influente de l'industrie K-pop dans un sondage de novembre 2013 en célébration de son 44e anniversaire[9].

## Opérations internationales
En 2010, MelOn a été lancé par SK Telecom en Indonésie, en partenariat avec Telkom Indonesia.

## Promotions

### Films publicitaires
En 2009, l'actrice Kang So-ra a fait la promotion de MelOn à travers des films publicitaires. Boom Boom Pow des The Black Eyed Peas a été utilisée comme fond musical.
Madonna de Secret a été utilisée en fond musical en 2010.
En 2013, MelOn a utilisé la chanson White Lies de Max Frost en fond musical.

### Émissions de télévision
MelOn est le principal sponsor des programmes musicaux suivants :
- Inkigayo (SBS, Octobre 2010 - Décembre 2016, re-sponsorisé depuis Février 2017. Anciennement connu sous Popular Song et The Music Trend.)
- Show! Music Core (MBC, depuis Août 2014)
- Show Champion (MBC Music)
- You Hee-yeol's Sketchbook (KBS 2TV)
- Immortal Songs: Singing the Legend (KBS 2TV)
- K-pop Star (SBS, les six saisons de 2011 à 2017)
- Tribe of Hip Hop (JTBC)
- King of Mask Singer (MBC, depuis Juin 2017)
- MIXNINE (JTBC)

### MelOn Music Awards
Egalement en 2009, LOEN Entertainment a lancé les MelOn Music Awards (MMA), une cérémonie de remise de prix qui utilise le nombre de ventes digitales et les votes en ligne pour désigner son lauréat. La cérémonie en est maintenant à sa cinquième année.

## Récompenses

### Chansons présentes le plus de semaines en première position
8 semaines
- YB (en) – "It Must Have Been Love" (2005)
- Kim Jong-kook – "Lovely" (2005)
- Big Bang – "Last Farewell" (2007)
- Girls' Generation – "Gee" (2009)

7 semaines
- Ivy – "If You're Gonna Be Like This" (2007)
- Wonder Girls – "Tell Me" (2007)
- Big Bang – "Haru Haru" (2008)
- Soyou & Junggigo – "Some" (2014)

6 semaines
- SG Wannabe – "Crime and Punishment" (2005)
- Buzz – "Love From a Real Heart" (2005)
- Gavy NJ Project Group – "Love All" (2006)
- Yangpa – "Love... What Is It?" (2007)
- F.T. Island – "Love Sick" (2007)
- Big Bang – "Lies" (2007)
- Wonder Girls – "Nobody" (2008)
- Baek Ji-young – "Like Being Hit By a Bullet" (2008)
- IU – "You & I" (2011)
- PSY – "Gangnam Style" (2012)
- Ailee - "I Will Go to You Like the First Snow" (2017)

### Artistes avec le plus de semaines en première position
| Position                 | 1re     | 2e | 3e           | 4e   | 5e     |
| ------------------------ | ------- | -- | ------------ | ---- | ------ |
| Artiste                  | BIGBANG | IU | Wonder Girls | 2NE1 | Sistar |
| Nombre total de semaines | 51      | 39 | 32           | 28   | 27     |

### Artistes avec le plus de chansons en première position
| Position                 | 1re         | 2e   | 3e              | 4e                              |
| ------------------------ | ----------- | ---- | --------------- | ------------------------------- |
| Artiste                  | IU, BIGBANG | 2NE1 | Sistar, Davichi | Wonder Girls, Girls' Generation |
| Nombre total de chansons | 18          | 12   | 10              | 8                               |